# Pietra Rivoli
Pietra Rosolen Rivoli (Bento Gonçalves, 11 de marzo de 2008) es una tenista brasileña.

## Carrera

### inicio juvenil
Nacida en la ciudad de Bento Gonçalves en Santa Catarina, Brasil, Pietra tiene tres logros juveniles en los torneos ITF, todos en el nivel J60 y logrados en el año de 2023 en la ciudad de Santiago. En el "CLUB SIRIO OPEN II" Pietra fue la campeona tanto en individuales como en dobles. En individuales venció en la final a la chilena Agustina Soto Neira en 6/2 6/0 y en dobles, junto a la brasileña Gabriela Kawano Cho, venció a la estadounidense Aida Oviedo y a la mexicana Ángeles Rodríguez-Rizo en 6/4 7/6(1).   
En el “XXVII TORNEO INTERNACIONAL DE TENIS JUNIOR UC 2023”, Pietra Rivoli jugó la final de individuales contra la tenista chilena Camila Rodero y ganó por marcador de 5/7 6/1 6/3.  
En febrero de 2023, Pietra quedó campeona del "Assunción Bowl" en Asunción en Paraguay . En la categoría individual salió victoriosa en la categoría 16 años femenina, derrotando en la final a la argentina Agustina Grassi por 2-0 y 6/4 6/1. En la misma categoría, Pietra también resultó ganadora en dobles cuando, junto a la catarinense Gabriela Cho, superó a la dupla formada por la peruana Micaela Pleuss y la ecuatoriana María Victoria Cuellar, por 2 sets a 0 y parciales de 6/1 6/4. en la final.  
A principios del mes de marzo de 2023, Pietra fue campeona en la categoría 16 años femenina de la Copa Brasil Juniors. En la final venció a la brasileña Isabeli Andreola por 2 sets a 0, con parciales de 7/6 (7/3) y 6/1. 
El 11 de marzo de 2023, cuando cumplió 15 años de edad, Pietra ganó el título de la categoría de 16 años del Banana Bowl, en Gaspar-SC .  
También en 2023, Pietra se quedó subcampeona de la serie Roland Garros Juniors al perder en la final ante la argentina Sol Ailin Larraya Guidi . Jugada en el club Sociedade Harmonia de Tênis en São Paulo, esta competición garantizaba al campeón una plaza en el torneo juvenil de Grand Slam celebrado en París .  
En noviembre de 2023, Pietra Rivoli fue convocada para competir en la Billie Jean King Cup Junior, representando al Team Brasil. 

### Carrera profesional

#### 2023
En abril de 2023, Pietra y la tenista Olivia Carneiro de São Paulo fueron convocadas para, durante las eliminatorias de la Copa Billie Jean King en Stuttgart, Alemania, unirse al equipo de Brasil y participar en los entrenamientos.  

### 2024
Pietra Rivoli ha destacado en diversas competiciones juveniles de tenis, participando en importantes torneos internacionales y obteniendo resultados notables. En un torneo celebrado en Bolivia, logró avanzar a las fases finales, mostrando una habilidad destacada junto a sus compatriotas.
En el ITF J200 en Santa Cruz, Pietra avanzó junto a otras tres juveniles brasileñas a las semifinales, consolidándose como una de las jugadoras emergentes del tenis juvenil en Brasil.
Rivoli y su compañera Nana Silva lograron una destacada actuación en las rondas de cuartos de final del torneo de Santa Cruz, Bolivia. Ambas demostraron una gran técnica y preparación física.
De vuelta a la arcilla, Pietra Rivoli inició con una buena actuación en un torneo en Bolivia, reafirmando su habilidad en esta superficie y avanzando en la competencia junto a otras tenistas juveniles.
En el Australian Open Junior Series, Pietra avanzó hasta las rondas finales en compañía de Leonardo Storck y Nauhany Silva, lo que demostró el crecimiento del tenis juvenil brasileño en torneos de gran visibilidad.
En un emocionante duelo en el Australian Open Junior Series, Nana Silva derrotó a Pietra Rivoli y se consagró campeona del torneo, en una final que atrajo la atención del público y de los medios.
Pietra Rivoli avanzó a la final del Australian Open Junior Series tras vencer en el duelo gaúcho en semifinales, quedando a una victoria de asegurar su lugar en el Australian Open Junior.
En el torneo disputado en el Rio de Janeiro, Pietra Rivoli compitió en el Australian Open Junior Series South America, junto a otros jóvenes talentos brasileños, destacándose como una de las promesas del tenis.
En competiciones de dobles, Pietra Rivoli logró el título junto a su compañera Winheski en un torneo del circuito ITF, demostrando su versatilidad y talento en la modalidad de dobles.
Participando en el torneo en Salta, Argentina, Rivoli avanzó hasta los cuartos de final, consolidándose como una de las juveniles brasileñas con mejor desempeño en competiciones internacionales.